# Blake Farenthold

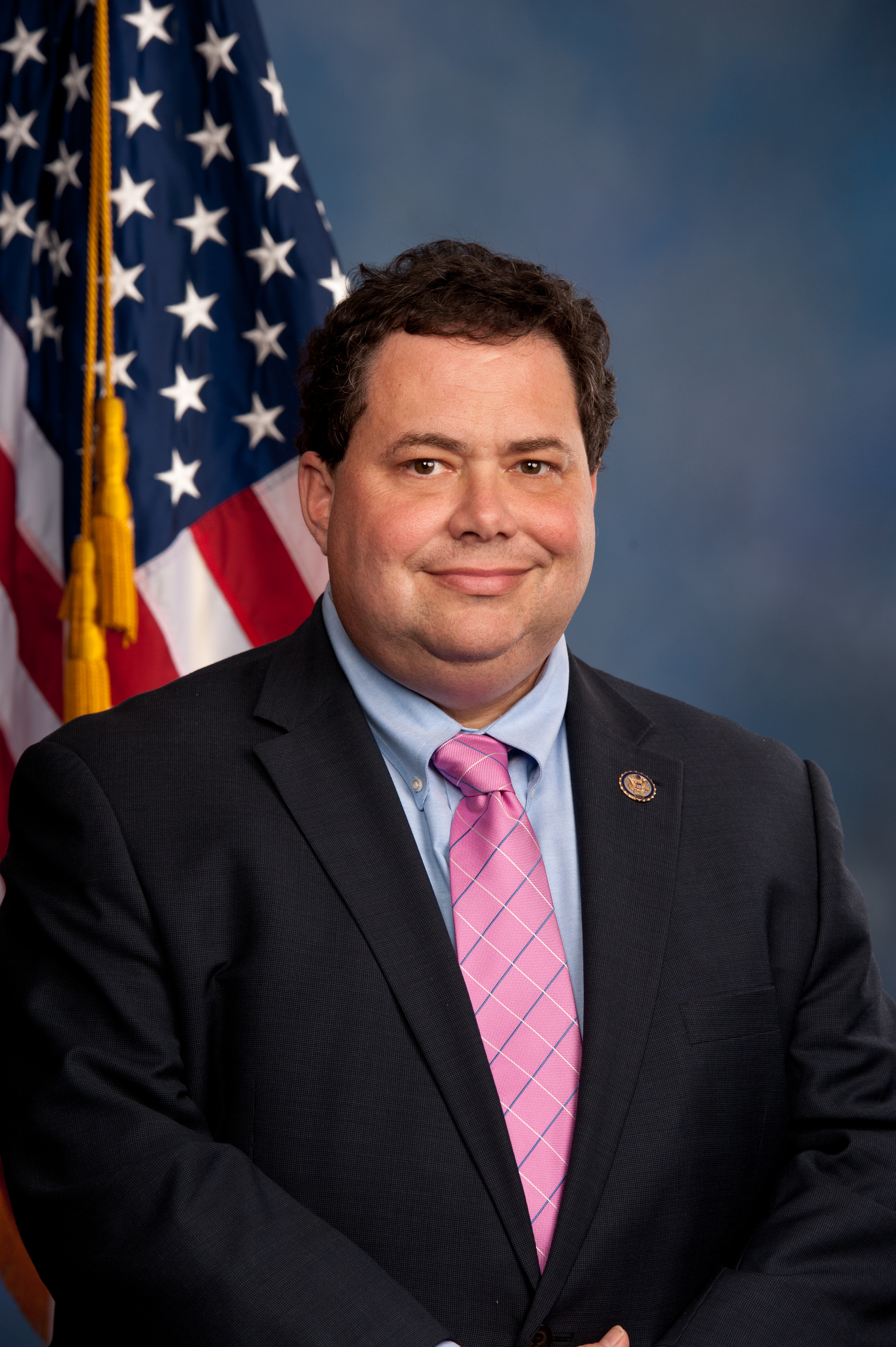
Blake Farenthold (2015)

Randolph Blake Farenthold (* 12. Dezember 1961 in Corpus Christi, Texas; † 20. Juni 2025) war ein US-amerikanischer Politiker. Von 2011 bis zu seinem Rücktritt 2018 vertrat er den Bundesstaat Texas im US-Repräsentantenhaus.

## Familie, Ausbildung und Beruf
Blake Farenthold studierte bis 1985 an der University of Texas in Austin Unterhaltungswissenschaften mit dem Schwerpunkt auf Radio, Fernsehen und Film. Nach einem anschließenden Jurastudium an der St. Mary’s University in San Antonio und seiner 1989 erfolgten Zulassung als Rechtsanwalt begann er in diesem Beruf zu arbeiten. Gleichzeitig schlug er als Mitglied der Republikanischen Partei eine politische Laufbahn ein.
Blake Farenthold war verheiratet und hatte zwei Töchter. Privat lebte die Familie in Corpus Christi.

## Politische Laufbahn
Bei der Wahl 2010 wurde Farenthold im 27. Kongresswahlbezirk von Texas in das US-Repräsentantenhaus in Washington, D.C. gewählt, wo er am 3. Januar 2011 die Nachfolge von Solomon P. Ortiz antrat. Zuvor hatte er den langjährigen demokratischen Amtsinhaber überraschend mit einem Vorsprung von 799 Stimmen besiegt. Er wurde bei allen folgenden Wahlen bis 2016 wiedergewählt.
Im Kongress war er Mitglied im Ausschuss für innere Sicherheit, im House Committee on Oversight and Government Reform, im Rechts- sowie Verkehrs- und Infrastrukturausschuss. Außerdem saß er in sieben Unterausschüssen. Er gehörte auch dem der Tea-Party-Bewegung nahestehenden Tea Party Caucus an.

## Kontroversen
2014 verklagte eine ehemalige Mitarbeiterin Farenthold wegen geschlechtsbasierter Diskriminierung; sie einigten sich außergerichtlich. Im Dezember 2017 gab es Berichte, wonach Farenthold die 84.000 Dollar Entschädigung aus Steuergeldern gezahlt habe. Daraufhin verkündete Farenthold, er werde keine Wiederwahl anstreben und zum Ende seines aktuellen Mandats Anfang 2019 aus dem Kongress ausscheiden. Am 6. April 2018 trat Fahrentold von seinem Mandat mit sofortiger Wirkung zurück. Entgegen seiner Ankündigung und einer Aufforderung durch den Untersuchungsausschuss zahlte er die 84.000 Dollar nicht zurück und erklärte, er habe dies auch nicht vor. Er nahm kurz darauf eine Stelle als Lobbyist für einen staatlich geführten Hafen am texanischen Matagorda Bay an.